# Kameralizmus
A kameralizmus az államkincstár (kamara) jövedelmének gyarapítását célzó gazdaságpolitika a 17–18. században, illetve az ezt támogató elmélet; a merkantilizmus németországi és ausztriai változata.
A német fejedelemségekben a harmincéves háború pusztításai után első számú feladat lett a gazdaság megerősítése (mindenekelőtt a népességszám növelése) és a kincstárak megtöltése, ezért a közgazdasági gondolkodás számára ezek voltak a legfontosabb problémák. Tévedés lenne azonban a kameralizmust egyszerűen a merkantilizmussal azonosítani. Németországban és Ausztriában ugyanis ez idő tájt a polgárság még gyenge, de az áru- és pénzgazdálkodás kibontakozásával a királyi bevételek súlypontja a királyi domíniumokból és a regálékból származó jövedelemről mindinkább az adókra tevődött át. Az uralkodónak, ha bevételeit fokozni és hatalmát erősíteni kívánta, be kellett avatkoznia a gazdasági életbe, élénkíteni kellett az áru- és pénzforgalmat, vagyis elő kellett segítenie a tőkés termelés feltételeinek a megteremtését. Ezért a kameralisták a gazdasági életet teljesen a kincstár szempontjából vizsgálták. Kedvenc eszméjük volt az ún. populacionasztika, a népesség elve, amely szerint az alattvalók nagy számától és jólététől függ az uralkodó hatalma. „Ubi populus, ibi obulus.”, ahol a népesség, ott a pénz, hangzik az elv megfogalmazása. A kameralisták hirdetik, hogy az uralkodónak minden eszközzel támogatnia kell a kivitelt, hogy ezáltal elősegítse minél nagyobb pénzmennyiségnek az országba áramlását. Tanítják, hogy az aktív kereskedelmi mérleg kialakulásának döntő tényezője a hazai ipar fejlettsége, ezért az uralkodónak elő kell mozdítania a manufaktúrák, s főleg az exportra dolgozó manufaktúrák létrejöttét. A még gyenge hazai ipart a külföldi fejlettebb tőkés országok versenyétől védvámmal kell megvédeni, a részükre szükséges nyersanyagot kiviteli tilalommal kell sújtani, a még tökéletlen hazai iparcikkek felvevőpiacát gyarmatok szerzésével kell biztosítani, s ugyancsak gyarmatosítással kell biztosítani részükre a szükséges nyersanyagot is.
A kameralizmus főbb képviselői: Veit Ludwig von Seckendorff, Johann Joachim Becher, Johann Heinrich Gottlob von Justi, Philip Wilhelm von Hornick, Wilhelm von Schröder, Joseph von Sonnenfels voltak.